# Misteri de dolor

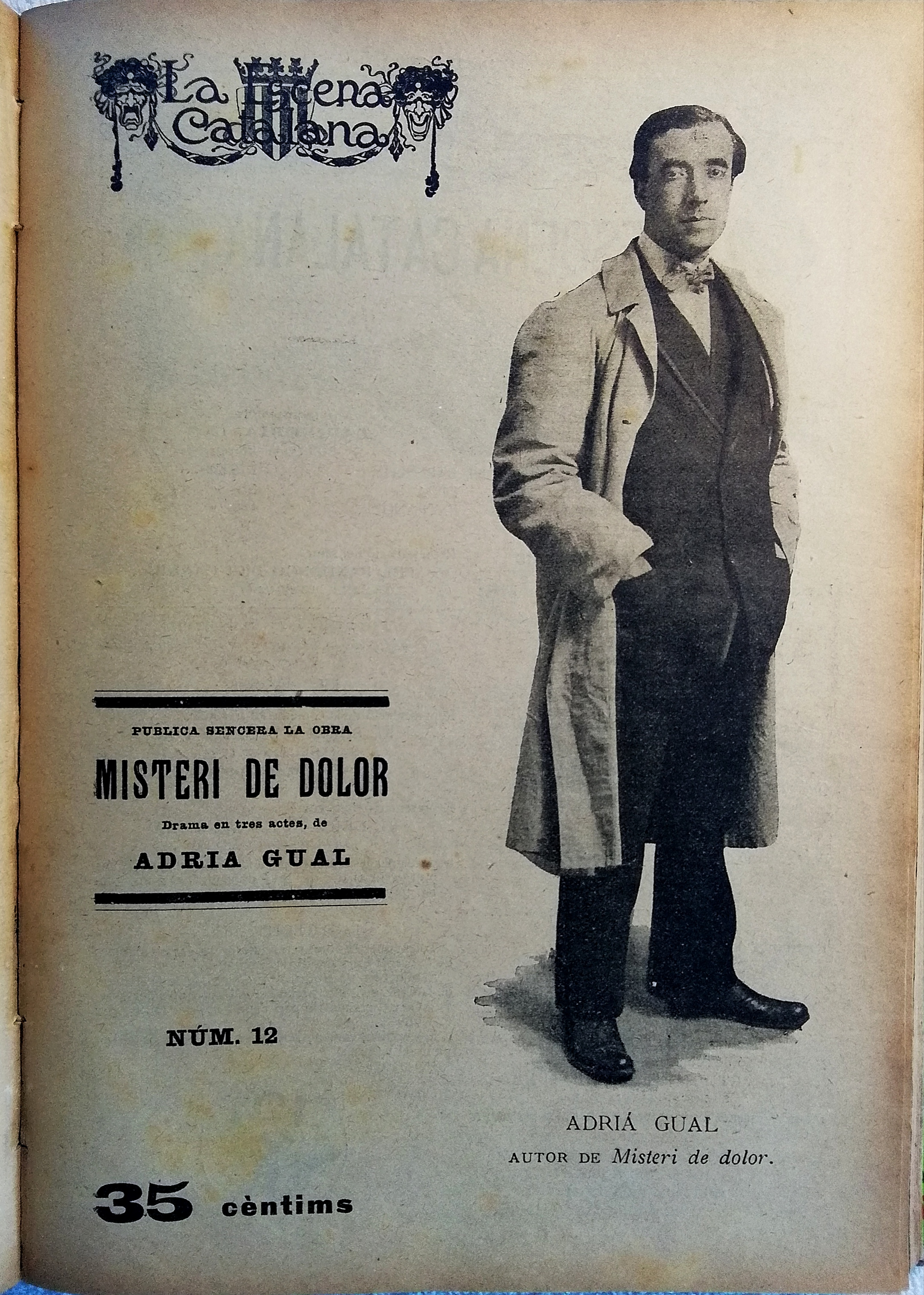
Misteri de dolor, drama en tres actes. Edició publicada a Barcelona per La Escena Catalana l'any 1918

Misteri de dolor és una obra de teatre escrita per Adrià Gual l'any 1904. Es tracta d'un drama de món en tres actes.
Es va estrenar la nit del 13 de gener de 1904, al Teatre de les Arts, Sessió xxiv del Teatre Íntim. L'obra, com a mínim, es va publicar l'any 1918 per la revista La Escena Catalana.
Va ser traduïda a l'esperanto per Frederic Pujulà i Vallès (Mistero de Doloro), publicada per Hachette a Paris el 1909 i representada el mateix any a Barcelona en ocasió del 5è Congrés Mundial d'aquesta llengua auxiliar internacional. Dirigida pel mateix Adrià Gual, l'obra s'havia de representar el 1914 també en esperanto, a París i amb companyia pròpia, en ocasió del X Congrés Mundial d'esperanto. Tanmateix, l'assassinat de Jean Jaurès va precipitar uns fets, segons els quals la guerra es veia inevitable. Així, el congrés es va suspendre i l'expedició catalana va haver de tornar a terres catalanes.
També va ser traduïda al castellà el 1967 per Ricard Salvat i Ferré (Madrid, editorial Alfil).

### Personatges de l'obra
- Mariagna, 43 anys
- Mariagneta, 22 anys
- Silvestre, 28 anys
- Segimon, 70 anys
- Noi Labast, 25 anys
- Pere Malest, 30 anys
- 5 figures (dones)
- 6 figures (homes)